# Mataundh
Mataundh là một thị xã và là một nagar panchayat của quận Banda thuộc bang Uttar Pradesh, Ấn Độ.

## Địa lý
Mataundh có vị trí 25°27′B 80°09′Đ / 25,45°B 80,15°Đ Nó có độ cao trung bình là 142 mét (465 feet).

## Nhân khẩu
Theo điều tra dân số năm 2001 của Ấn Độ, Mataundh có dân số 8278 người. Phái nam chiếm 53% tổng số dân và phái nữ chiếm 47%. Mataundh có tỷ lệ 47% biết đọc biết viết, thấp hơn tỷ lệ trung bình toàn quốc là 59,5%: tỷ lệ cho phái nam là 57%, và tỷ lệ cho phái nữ là 35%. Tại Mataundh, 17% dân số nhỏ hơn 6 tuổi.